# جوين هيوز
جوين هيوز (بالإنجليزية: Gwyn Hughes)‏ (7 مايو 1922 في المملكة المتحدة - 1999) هو مدرب كرة قدم ولاعب كرة قدم بريطاني (وحمل سابقاً جنسية المملكة المتحدة لبريطانيا العظمى وأيرلندا) في مركز نصف الجناح. لعب مع نادي نورثامبتون تاون وBedford Town F.C. ‏ وBlaenau Ffestiniog Amateur F.C. ‏.